# Aproida balyi
Aproida balyi là một loài bọ cánh cứng trong họ Chrysomelidae. Loài này được Pascoe miêu tả khoa học năm 1863.